# 香港志願連
香港志願連是太平洋戰爭期間在東南亞作戰的一個香港步兵連，連隊的成員由香港保衛戰守軍戰敗後，逃離日佔香港的駐港英軍、香港義勇軍及華人軍團的香港華人士兵組成。連隊於1943年被派遣到英屬印度協助當地英軍對入侵英屬緬甸的日本皇軍發起反攻，並於1944年跟隨組成殲敵部隊（Chindits）的英屬印度陸軍第77步兵旅（77th Indian Infantry Brigade）參與緬甸戰役，英國東南亞總司令部其後還調派連隊的成員到當時仍被日本佔領的英屬馬來亞從事敵後作戰及偵察任務。

## 參戰歷程

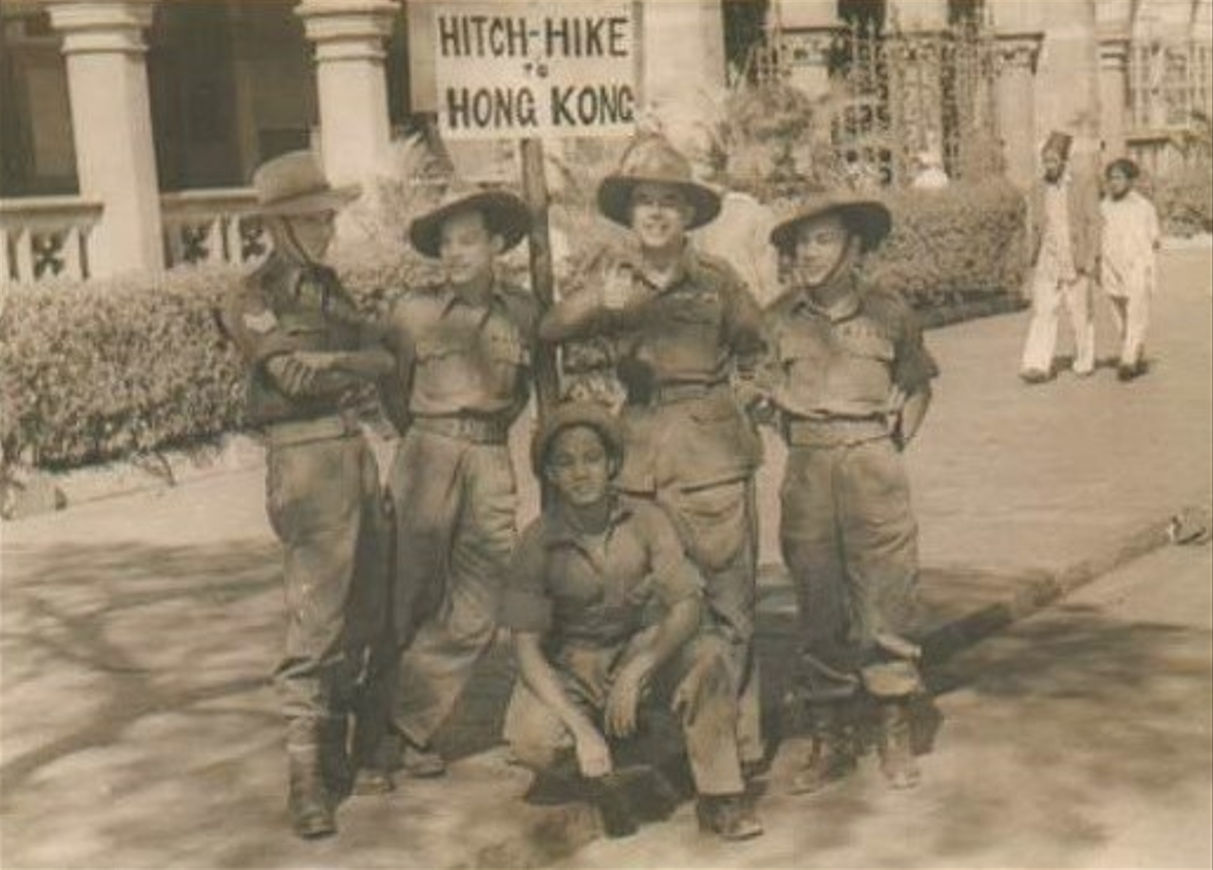
香港志願連曾經參加緬甸戰役，組成志願連的香港士兵於當地在標註有（HONG KONG）的牌子前合照。

香港在二戰前已招募本地華人居民參軍，包括由軍部聘用在駐港英軍中服役的華裔工兵及炮兵，由英屬香港政府招募在香港義勇防衛軍服役的華裔兼職軍人，而在1941年11月成立的香港華人軍團更是以香港華人居民為骨幹的全職軍人組成。雖然香港守軍在1941年12月8日爆發的香港保衛戰作戰失利，香港總督楊慕琦於12月25日決定投降，香港進入日佔時期，不過英軍軍官在接獲投降消息之時，便指示香港華裔士兵脫下軍服並換上平民服裝，混入平民之中，避免與歐洲裔及印度裔的守軍一同淪為日軍的戰俘，因此大批華人英兵得以逃脫，連同成功從戰俘營逃出的華人士兵，當中約有700人與位於中國廣東惠州的英軍服務團取得聯繫及報到，英軍於是安排具有作戰經驗的士兵重新訓練，準備組成作戰部隊再次投入戰鬥，其餘的部分人員則被編入從事收集情報等任務的英軍服務團。1943年年初有120多名香港華人英兵前往英屬印度的英軍訓練營再接受軍事訓練，同年年中，英軍準備在緬甸對日軍發動反攻，這批華人英兵完成再次軍事訓練後被派遣到緬甸，可是抵達緬甸後，當地的英軍單位卻把香港華人英兵當作搬運工，只負責分擔後勤支援工作，沒有被安排到前線作戰，直至英屬印度陸軍第77步兵旅旅長高活（Michael Calvert）和這批香港華人英兵相遇。
高活曾經在1930年代後期被派駐到香港，他以陸軍中尉的軍階在駐港英軍出任皇家工兵支隊的指揮官，高活在香港曾經學習香港粵語，到1939年9月二次大戰爆發時高活在挪威擔任工兵單位的指揮官，1940年他再次被派到香港，負責訓練駐港英軍工兵部隊，到1941年被調派往澳洲，其後又被派到英屬緬甸。1942年1月，日軍入侵英屬緬甸引發緬甸戰役，在日軍勢如破竹的攻勢下英軍將主力退守到英屬印度，然而由高活指揮的英軍部隊卻經常在日軍的戰線後方進行敵後活動。高活在英屬印度籌劃反攻侵入緬甸的日軍，1943年年初，高活帶領一個營的兵力穿過日軍防線，成功對日軍的後方實施打擊，他之後獲升任英屬印度陸軍第77步兵旅旅長。高活在香港擔任工兵指揮官期間積極提升香港華人士兵的訓練水平及前線作戰的技巧，使華人士兵不再被視為只局限於二線角色，而是可投入前線直接與敵軍交戰。高活了解到香港華人士兵都受過戰鬥訓練，而被派到英屬印度再受訓的華人英兵大部分都具有作戰經驗，香港士兵也表達了上前線戰鬥的意願，高活於是將這批華人英兵編成「香港志願連」（Hong Kong Volunteer Company），成為其第77步兵旅的司令部警衛連，並一起在緬甸作戰。1944年3月，香港志願連與第77旅一同成為英軍「殲敵」（Chindits）部隊的組成部分，他們搭乘滑翔機深入日軍前線後方的150英里處進行秘密空降，在日軍佔領區從事敵後破壞任務，在叢林伏擊日軍部隊、破壞日軍設施，並協助英軍建立橋頭堡，直至英軍在1944年6月的莫岡戰役從日軍手中奪回戰略性據點莫岡後，才與第77步兵旅一起返回英屬印度休整。
香港志願連在英屬印度休整期間，由於連隊在緬甸戰役中累積了從事敵後作戰，協助英軍主力打擊日軍的實戰經驗，又因為這些華人士兵具有東亞人種的樣貌，在東南亞要比歐洲裔白人容易混入一般民衆之中，適合在日軍的東南亞佔領地從事敵後滲透任務，而且志願連的成員懂得華語便於與當地人溝通，並具備一定的英語能力，所以受到英國東南亞總司令部（South East Asia Command）的注意。香港志願連的隊員隨後被調派到仍被日軍佔領的馬來亞，擔任偵察、聯絡及收集情報等任務，並與當地華人進行溝通，組織反抗日軍佔領的活動，協助英軍籌劃反攻馬來半島的行動。1945年8月15日日本投降，8月30日香港重光，連隊因為戰爭結束而解散，但連隊成員要到1945年年底才返回香港，部分人選擇退役，也有部分人回港後繼續當兵。